# Bolometr
Bolometr – przyrząd do pomiaru energii przenoszonej przez promieniowanie w jak najszerszym zakresie długości fal (intencjonalnie w pełnym zakresie). Jest to detektor termiczny zmieniający energię promieniowania elektromagnetycznego na ciepło, które zmienia temperaturę elementu pomiarowego. Zmiana temperatury jest mierzona różnymi metodami, pierwotną i nadal powszechnie stosowaną jest pomiar zmiany oporu elektrycznego pod wpływem zmiany temperatury.
Próg czułości bolometru jest rzędu 10−9–10−12 W. W praktyce większość bolometrów jest wrażliwa na promieniowanie w zakresie widzialnym i podczerwonym.

## Historia
Bolometr został wynaleziony w 1878 r. przez amerykańskiego astronoma Samuela Pierponta Langleya, który prowadził badania energii promieniowania słonecznego. Jego urządzenie służyło do pomiaru promieniowania cieplnego Słońca, składało się z dwóch cienkich metalowych pasków pokrytych sadzą, jeden z pasków był oświetlany a drugi zasłonięty przed promieniowaniem. Pomiarowe paski były elementami mostka Wheatstone’a różnicę rezystancji mierzono galwanometrem wpiętym w mostek. Dzięki bolometrowi Langley mógł badać intensywność promieniowania słonecznego na różnych długościach fal.

## Podstawa budowy i działania
W bolometrze rezystancyjnym elementem zamieniającym zmiany temperatury na wielkości elektryczne jest cienki pasek blaszki będącej rezystorem o dużym względnym temperaturowym współczynniku rezystancji i małej pojemności cieplnej. Padające promieniowanie jest absorbowane w materiale, co powoduje zmianę temperatury i odpowiednio zmianę rezystancji bolometru. Współczynnik temperaturowy względny rezystancji (TWR) określony jest wzorem:
{\displaystyle a={\frac {1}{R}}\cdot {\frac {dR}{dT}}.}
Przy zasilaniu prądem o stałej wartości, zmiana temperatury detektora powoduje zmianę rezystancji, a ta powoduje zmianę napięcia na czujniku:
{\displaystyle dV=I\cdot dR=I\cdot R\cdot a\cdot dT.}
Stosowanie dużych rezystancji oraz natężenia prądu ograniczone jest szumami, w tym przypadku szumem Johnsona
{\displaystyle V_{j}={\sqrt {4\cdot k\cdot T\cdot R\cdot df}}}
oraz szumem {\displaystyle 1/f}
{\displaystyle V_{f}={\sqrt {I^{2}\cdot R^{2}\cdot {\frac {n}{f}}}}}
gdzie: {\displaystyle n} – parametr szumów {\displaystyle 1/f.}
Ponadto natężenie prądu jest ograniczone również maksymalną dopuszczalną temperaturą pracy.

## Rodzaje bolometrów
Ze względu na element pomiarowy i stosowaną technikę pomiaru, wyróżnia się rodzaje bolometrów:
- metalowe,
- półprzewodnikowe (termistorowe),
- nadprzewodnikowe,
- krzemowy,
- kompozytowy.

### Bolometry metalowe
Czujnikiem bolometru metalowego jest naniesiona na cienką płytkę podłoża warstwa metalu o grubość rzędu 0,1 – 1 μm wykonana z platyny, niklu, antymonu, bizmutu, które zmieniają swą rezystancję pod wpływem zmian temperatury. Powierzchnię, która ma absorbować promieniowanie pokrywa się czernią platynową, aby zwiększyć właściwości pochłaniające.

### Bolometry półprzewodnikowe (termistorowe)
W bolometrach półprzewodnikowych detektorem jest półprzewodnikowy termistor. Półprzewodniki mają w specyficznym dla danego półprzewodnika zakresie temperatury znacznie większy współczynnik temperaturowy rezystancji. Termistory wykonuje się z materiału zawierającego krzem, german domieszkowany galem oraz tlenki niklu, kobaltu i manganu. W bolometrach od których wymaga się szybkiej reakcji, dodatkowo zwiększa się przewodnictwo cieplne poprzez nałożenie elementu oporowego na podłoże o wysokiej przewodności cieplnej.

### Bolometry nadprzewodnikowe
W bolometrach nadprzewodnikowych wykorzystuje się zjawisko dużej zmiany rezystancji materiału w pobliżu temperatury przejścia w stan nadprzewodnictwa. Detektorem jest drut wykonany z materiału nadprzewodzącego, utrzymywany w temperaturze przejścia w stan nadprzewodnictwa. Przez czujnik płynie pomiarowy prąd elektryczny. Padające na drut promieniowanie powoduje wzrost temperatury, co skutkuje zwiększeniem oporności czujnika. Duże zmiany parametrów przy przejściu ze stanu normalnego przewodnictwa do stanu nadprzewodnictwa, które odbywa się w przedziale kilku tysięcznych kelwinów wskazuje na dużą czułość tego typu bolometrów. Możliwe jest wykorzystanie zmiany własności magnetycznych czujników nadprzewodnikowych. Bolometry nadprzewodnikowe mają wiele zalet, ich niska temperatura zmniejsza szumy i zakłócające odczyty promieniowanie własne układu pomiarowego. Bolometry nadprzewodnikowe są powszechnie stosowanymi detektorami podczerwieni. Wykorzystuje się je również w termografii.

### Bolometr krzemowy
Bolometr krzemowy (mikrobolometr) to mikromechaniczny układ w postaci matrycy miniaturowych bolometrów wykonanych bezpośrednio na podłożu krzemowym układu scalonego umożliwiającym odczyt rezystancji czujników bolometrów. Układy te są używane jako detektor w kamerach termowizyjnych.

### Bolometr kompozytowy
Uzyskanie dobrych parametrów absorpcyjnych (szczególnie dla fal milimetrowych i submilimetrowych) wymaga zastosowania bolometrów o grubościach rzędu kilku milimetrów. Spełnienie tego wymogu spowoduje wzrost pojemności cieplnej detektora a co za tym idzie spadek czułości. W celu pokonania tych trudności buduje się bolometry składające się z trzech części: absorbera, podłoża łączącego właściwy detektor temperatury z absorberem oraz bolometr o zmniejszonej pojemności. Absorber wykonany jest z Bi i Cr-Ni o poczernionej powierzchni. Ma on dużą emisyjność w szerokim zakresie widmowym. Podłoże wykonane jest z materiału o dobrej przewodności cieplnej pozwalającej na praktycznie bezstratne przekazanie ciepła do czujnika. Efektywnie duża powierzchnia absorbera umożliwia na zastosowanie czujnika o mniejszej objętości, a to pozwala na uzyskanie lepszych parametrów częstotliwościowych detektora.

## Zastosowanie
Bolometry stosowane są między innymi w technice wojskowej do wykrywania i określania położenia obiektów cieplejszych od otoczenia, a w astronomii do wyznaczania jasności gwiazd. Miniaturyzacja umożliwiła konstrukcje matryc bolometrów stosowanych w kamerach termowizyjnych.

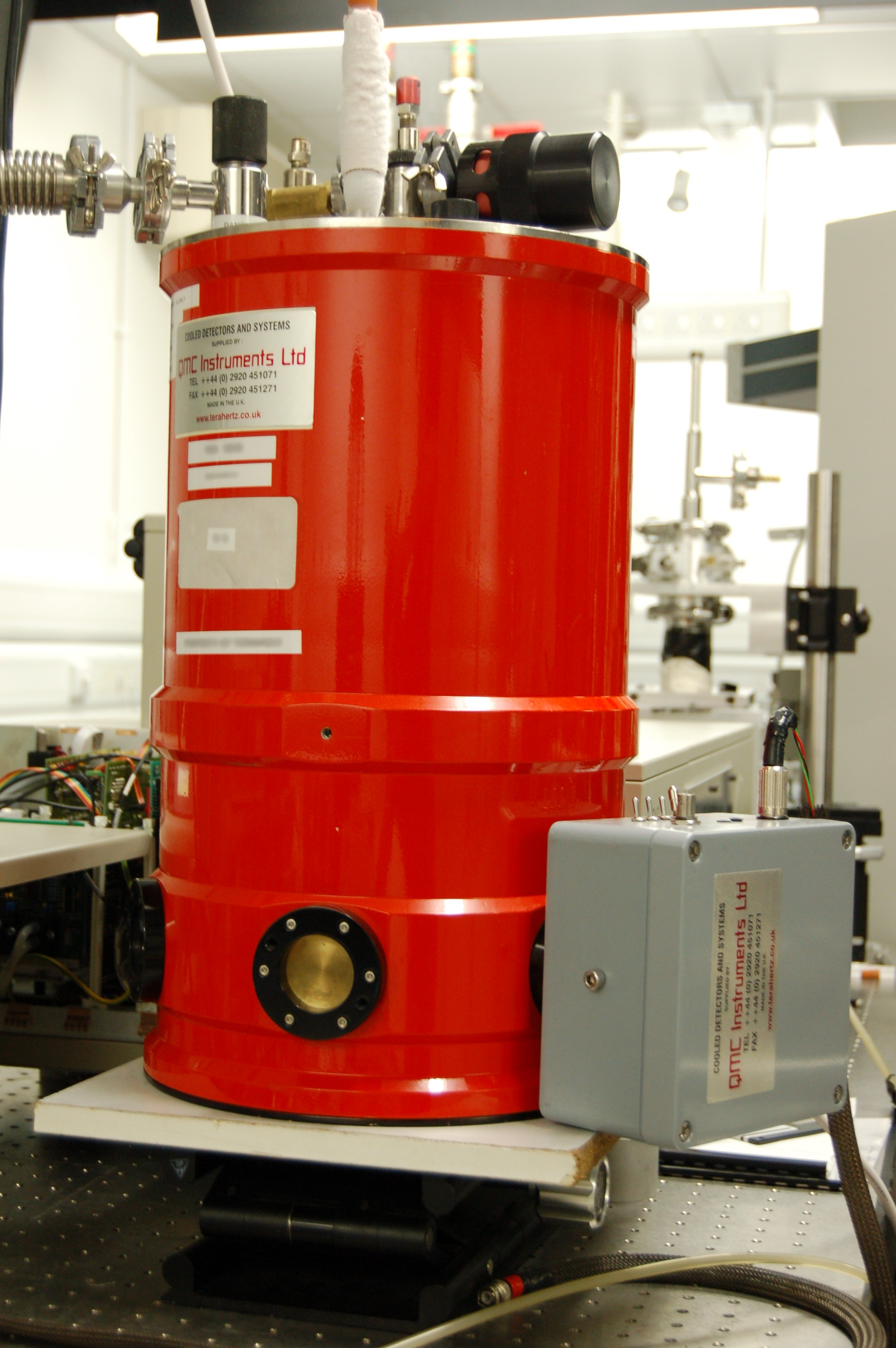
Bolometr do badania fal terahercowych

### Pomiar mikrofalowy
Bolometry wykorzystywane są do pomiaru mocy fal o częstotliwościach mikrofalowych. Dla tego przypadku element rezystancyjny wystawiony jest na promieniowanie mikrofalowe. Stałe napięcie polaryzujące jest przyłożone do rezystora w celu podniesienia temperatury poprzez ogrzewanie Joule’a. Po zaabsorbowaniu danej energii, napięcie polaryzujące jest redukowane do takiej wartości, aby przywrócić rezystancję bolometru do wartości bez energii z mikrofal. A zatem zmiana napięcia polaryzującego jest równa zaabsorbowanej energii – mocy mikrofal.

### Astronomia
Bolometr może być używany do pomiaru promieniowania o dowolnej częstotliwości, jednak jest najbardziej wrażliwy dla długości fal submilimetrowych (od 200 μm do 1 mm). W astronomii od 2007 roku powstała dziedzina, która zajmuje się tylko badaniem fal o tej długości. Aby osiągnąć lepszą czułość urządzenie schładza się do temperatury zbliżonej do zera bezwzględnego (od 50 mK do 300 mK). Przykłady ośrodków zajmujących się badaniami obiektów astronomicznych w zakresie fal submilimetrowych:
- Kosmiczne Obserwatorium Herschela
- Teleskop Jamesa Clerka Maxwella
- Stratosferyczne Obserwatorium Astronomii Podczerwonej
- Caltech Submillimeter Observatory